# Perrine Mansuy

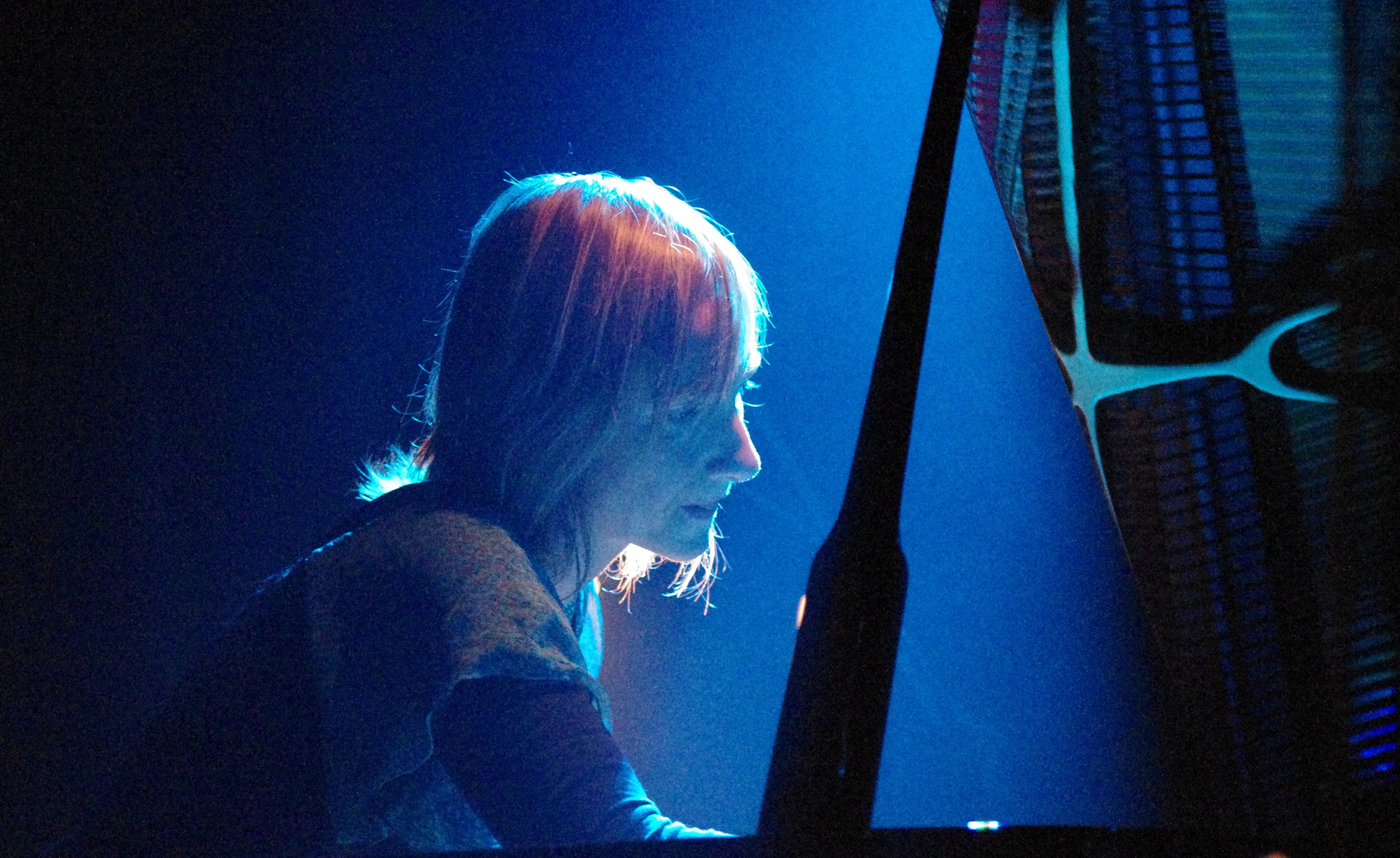
Perrine Mansuy (2010)

Perrine Mansuy (* 1971 in Aix-en-Provence) ist eine französische Jazzmusikerin (Piano, Komposition).

## Leben und Wirken
Mansuys Hang zum Musizieren zeigte sich schon früh. Sie erhielt Klavierunterricht, verspürte aber bald das Bedürfnis, sich von den Noten zu lösen und entdeckte den Jazz. Sie studierte Jazzpiano am Konservatorium von Marseille, wo sie ihr Studium mit dem ersten Preis abschloss.
Nachdem sie 1996 den Preis des Departements Bouches-du-Rhône erhalten hatte, nahm Mansuy mit Autour de la lune (1998) ein erstes Album mit eigenen Kompositionen im Trio auf; unter dem Namen La Nuit wurde es 2004 von Atelier Sawano in Japan neu aufgelegt. Kurz darauf gründete sie das Quartett Maneggio, das 2000 den dritten Preis im Wettbewerb von La Défense gewann und 2001 eine erste CD aufnahm. 2002 war sie Komponistin und Interpretin in „Le baiser des Louves“, einer zeitgenössischen Tanzaufführung der Compagnie Yun Chane. Weiterhin war sie an zahlreichen Musikprojekten an der Seite von Philippe Canovas (CD Contres Favorables, 2003), Christian Mariotto, Bernard Santacruz und Remi Charmasson beteiligt.
Nach einer langen musikalischen Zusammenarbeit mit der Sängerin Valérie Perez nahm das Duo sein erstes Album Verso auf. Nach ihrer Präsentation beim Festival de Crest (mit einem 2. Preis beim Gesangswettbewerb) folgten zahlreiche Konzerte; 2004 erweiterte sich das Duo mit Jean-Luc Difraya am Schlagzeug zum Trio, das unter dem Namen „Délubies“ das Album Le voyage d’Alba aufnahm.
Ab 2004 wirkte Mansuy an Projekten der Compagnie Indalo mit, insbesondere an der Seite der Sängerin Sylvie Paz, und war an deren Album Kairos beteiligt. 2006 nahm sie mit dem Saxophonisten François Cordas unter dem Namen „Le Duo“ zwei Alben mit Musik von Jacques Brel und Charles Aznavour auf. An der Seite von Eric Surménian am Kontrabass und Joe Quitzke am Schlagzeug folgte als Album im Trioformat Mandragore & noyau de pèche (2007). Für das Label Laborie entstand mit Marion Rampal, Remi Decrouy und Jean-Luc Difraya das Album Vertigo Songs (2011), das von der Kritik begeistert aufgenommen wurde. Seit 2011 arbeitete sie zudem im Duo mit Eric Longsworth am Cello. Zudem wirkte sie an dem Album The Wind Cries Jimi (2013) von Remi Charmasson mit sowie an den Produktionen La Nuit d'Antigone, Over the Hills und Giaco son d'(é)toiles, die sie z. T. auf den großen Festivals präsentierte. Daneben erarbeitete sie das Kinderprogramm „Je rêve … !“ an der Seite von François Cordas und Lamine Diagne, das frankreichweit vorgestellt wurde. Sie begleitete zudem die Sängerin Eyma im Quartett.
2015 erschien das der Schriftstellerin Katherine Mansfield gewidmete Album Rainbow Shell, das Mansuy auch beim Festival Jazz des Cinq Continents (übertragen auf Arte) mit Sänger Mathis Haug, Eric Longsworth am Cello, Remy Decrouy an der Gitarre und Jean-luc Difraya am Schlagzeug vorstellte. 2018 gründete sie zusammen mit Christophe Leloil, Pierre Fenichel und Fred Pasqua das Quartett Les quartre vents, das im September 2019 sein gleichnamiges Album veröffentlichte. 2019 präsentierte sie erstmals ihr Soloprogramm Murmures beim Festival von Chaillol (Studioalbum 2023). 2020 entstand ihre Show PianoGraphe zu Fotos und Familienfilmen, die ihr Großvater in den 1930er Jahren in Algerien aufgenommen hatte. Ihr Programm West of the Moon interpretierte Mansui 2021 im Quartett mit Naïssam Jalal (Querflöte), Simon Tailleu (Kontrabass) und Jean-Luc Difraya (Perkussion). Sie ist auch auf Alben des Christian Brazier Quartet, Philippe Canovas Quintet und Bernard Jean zu hören.

## Diskographische Hinweise
- LeDuo: Plays Jacques Brel (Douglas 2006, mit François Cordas)
- Perrine Mansuy Trio: Alba (Atelier Sawano 2009)
- Vertigo Songs (Laborie Records 2011)
- Perrine Mansuy, Eric Longsworth, Remy Deck, Jean-Luc Di Fraya, Mathis Haug: Rainbow Shell (Laborie Records 2015)[6]
- Perrine Mansuy, Christophe Leloil, Pierre Fenichel, Fred Pasqua: Les quatre vents (Laborie Records 2019)